# Карлук (аэропорт)
Аэропорт Карлук (англ. Karluk Airport), (ИАТА: KYK, ИКАО: PAKY, FAA LID: KYK) — государственный гражданский аэропорт, расположенный в 2 километрах к востоку от населённого пункта Карлук (Аляска), США.

## Авиакомпании и пункты назначения
Деятельность аэропорта субсидируется за счёт средств Федеральной программы США Essential Air Service (EAS) по обеспечению воздушного сообщения между небольшими населёнными пунктами страны.